# Wielki Tydzień w Sewilli
Wielki Tydzień w Sewilli to jedno z najważniejszych wydarzeń odbywających się w Sewilli. Odbywa się w Wielkim Tygodniu, przed Wielkanocą. Najbardziej znany jest z pochodu tzw. pasos, drewnianych platform z poszczególnymi scenami wydarzeń Pasji Jezusa. Niektóre z tych figur są bardzo stare i uchodzą za dzieła sztuki. Procesje są organizowane przez religijne bractwa, zwane hermandades i cofradías. Jej członkowie na czas procesji ubierają się w pokutne szaty, a także zakładają na głowy kaptury. Jednym z członków bractwa jest m.in. Antonio Banderas.

## Poszczególne sceny

### Niedziela Palmowa
- La Borriquita
- Jesús Despojado, 1936.
- La Paz. 1939.
- La Cena. 1591.
- La Hiniesta 1412
- San Roque. 1901.
- La Estrella 1560
- La Amargura, XVII w.
- El Amor 1508.

### Wielki Poniedziałek
- Cautivo del Polígono 2008
- El Beso de Judas. 1959.
- Santa Genoveva. 1958.
- Santa Marta. 1946.
- San Gonzalo. 1942
- Vera-Cruz 1448
- Las Penas de San Vicente 1875.
- Las Aguas. 1750.
- El Museo 1575.

### Wielki Wtorek
- El Cerro 1989
- Los Javieres. 1946.
- San Esteban. 1926.
- Los Estudiantes (The Students). 1924.
- San Benito

- La Candelaria. 1922.

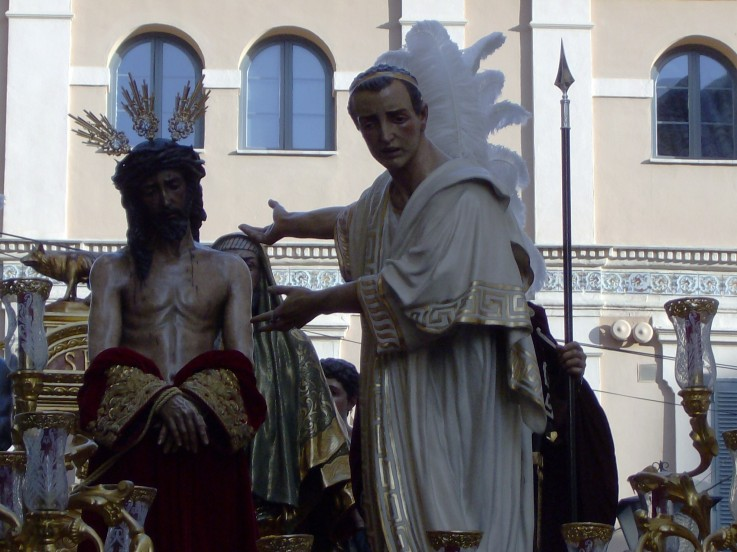
San Benito

- El Dulce Nombre (The Sweet Name). 1584.
- Santa Cruz (Holy Cross). 1904.

### Wielka Środa
- Carmen Doloroso (Our Sorrowful Lady of the Mount Carmel). 2007.
- La Sed (The Thirst). 1979.
- San Bernardo. 1748.
- El Buen Fin (The Good End). 1590.
- La Lanzada (The Spearthrow). 1591.
- El Baratillo. 1693.
- Cristo de Burgos (Christ of Burgos). 1883.
- Las Siete Palabras (The Seven Words). 1561.
- Los Panaderos (The Bakers). 18th century.

### Wielki Czwartek
- Los Negritos (The Blacks). 1400
- La Exaltación (The Exaltation). XVI w.
- Las Cigarreras (The Cigarmaking Girls). 1563.
- Monte-Sión (Mount Zion). 1560.
- Quinta Angustia (Fifth Anguish). 1541.
- El Valle (The Valley). 1590.
- Pasión (Passion). 1531.

### Wielki Piątek (rano)
- El Silencio (Silence). 1340.
- Jesús del Gran Poder (Jesus of the Great Power). 1431.
- La Macarena (Our Lady of Hope Macarena). 1595.
- El Calvario (Calvary). 1571.
- La Esperanza de Triana (Our Lady of Hope, Triana). 1418.
- Los Gitanos (The Gypsies). 1753.

### Wielki Piątek
- La Carretería (The Cartwright's Shop). 1550.
- Soledad de San Buenaventura (The Loneliness, San Buenaventura). 1847.
- El Cachorro. 1689
- La O 1566
- Tres caídas de San Isidoro (Three Falls, San Isidoro). 1605.
- Montserrat 1601.
- Sagrada Mortaja (Sacred Shroud). 1692.

### Wielka Sobota
- El Sol (The Sun) 2010.
- Los Servitas (The Servants of Mary) 1696.
- La Trinidad (The Trinity) 1507.
- Santo Entierro (Holy Burial) ok. 1570.
- La Soledad de San Lorenzo (The Loneliness, San Lorenzo).  XVI wiek.

### Wielkanoc
- El Resucitado (The Resurrected). 1969.